# Płyta Morza Salomona

Płyta pacyficzna zaznaczona kolorem żółtym

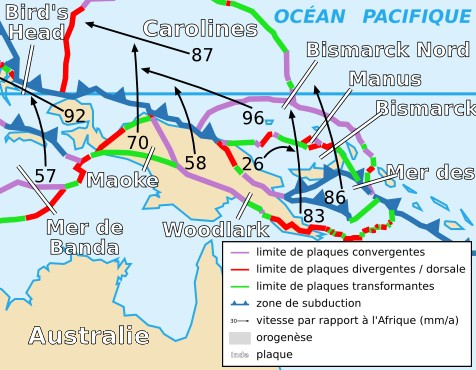
Płyta Morza Salomona

Płyta Morza Salomona – niewielka płyta tektoniczna (mikropłyta), położona w Azji Południowo-Wschodniej, uznawana za część większej płyty pacyficznej.
Płyta Morza Salomona od północnego zachodu graniczy z płytą Bismarcka południową (przez Rów Nowej Brytanii), od północnego wschodu z płytą pacyficzną, od wschodu i południa z płytą Woodlark.
Obejmuje część Morza Salomona między wyspami należącymi do Papui-Nowej Gwinei (Nowej Gwinei na zachodzie i Nowej Brytanii na północy) oraz Wysp Salomona (na wschodzie).